# Arik Einstein

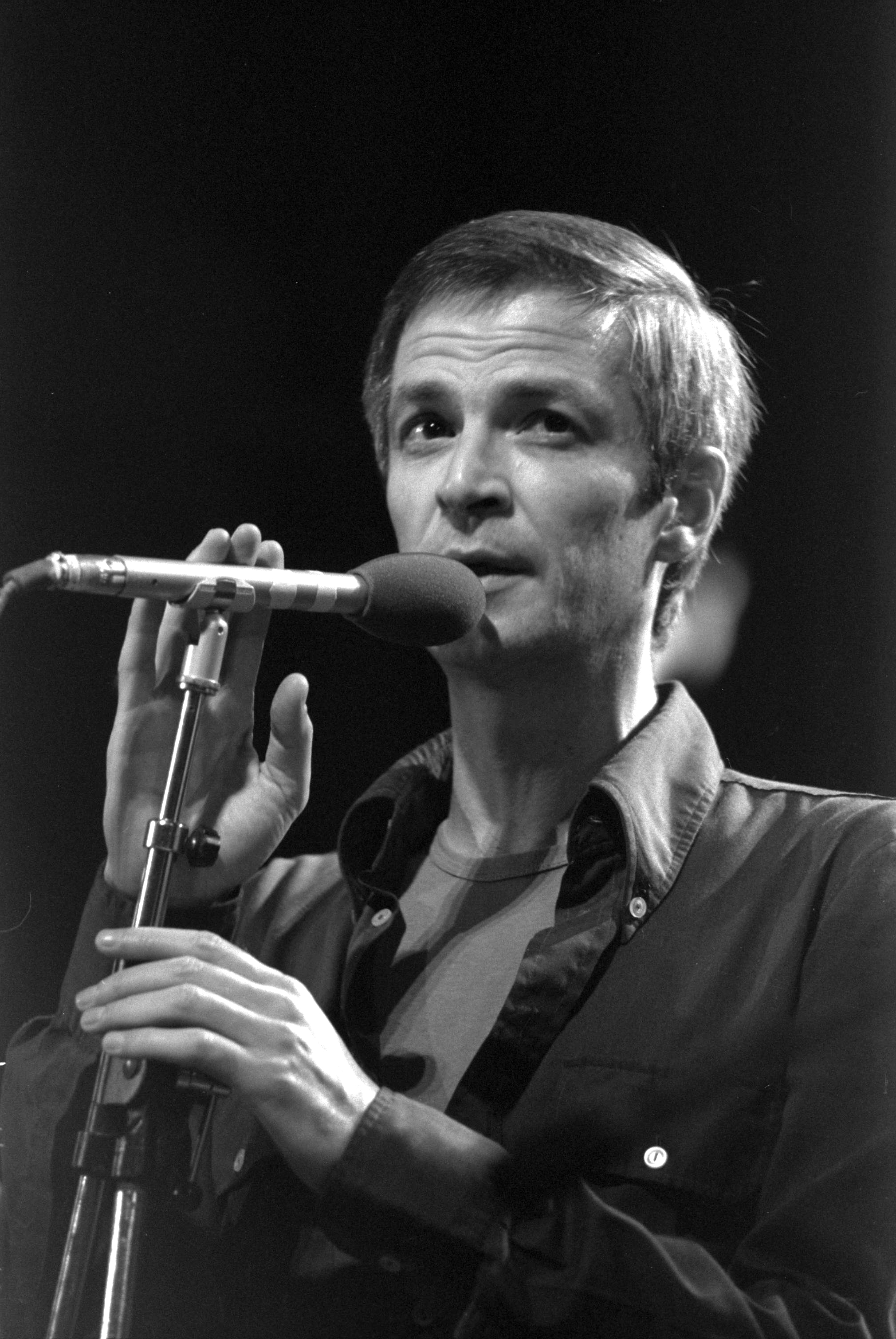
Arik Einstein (1979)

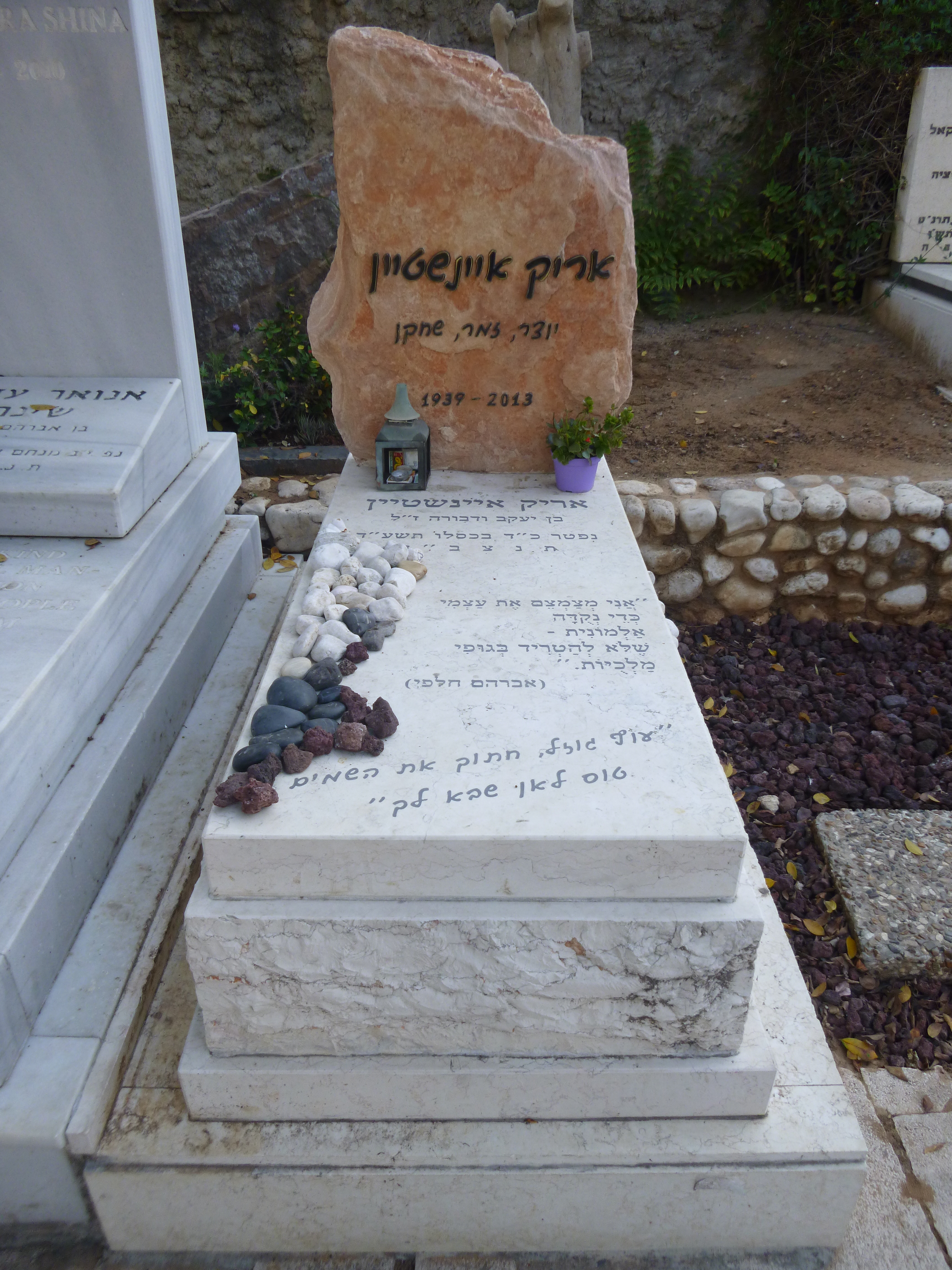
Grab von Arik Einstein auf dem Trumpeldor-Friedhof in Tel Aviv

Arik Einstein (hebräisch אָרִיק אַיְינְשְׁטַיְין Arīq Ajnschṭajn; * 3. Januar 1939 in Tel Aviv; † 26. November 2013 ebenda) war ein israelischer Sänger, Songwriter und Schauspieler. Sein umfassendes musikalisches Werk entstand über einen Zeitraum von mehreren Jahrzehnten. Er gilt als „Vater des israelischen Rock“.

## Leben
Arik Einstein wuchs als Sohn des Schauspielers Yaʿaqov Einstein (1909–1970) in Tel Aviv auf. In seiner Jugend war er Mitglied der Jugendbewegung HaSchomer haZaʿir. Wie viele andere israelische Künstler begann er seine Karriere in der Nachal-Truppe, der bedeutendsten musikalischen Unterhaltungsgruppe des israelischen Militärs. Nach dem Ende seines Militärdienstes arbeitete er in verschiedenen Musik- und Theatergruppen. Eine enge Zusammenarbeit verband ihn mit Schalom Hanoch im satirischen Fernsehformat Lul (dt. Hühnerstall), das 1970 bis 1973 ausgestrahlt wurde. Er spielte mit Uri Zohar den Alija-Sketch, der das ambivalente Verhältnis der Israelis zu den Olim zum Thema hat. Auch der Bibelwettbewerb Hidon HaTanakh wurde von Einstein satirisch bearbeitet. Eine weitere Rolle spielte er im Film Sallah Shabati von Ephraim Kishon.
Durch seine Mitwirkung am Trio Schlischiyyat Gescher haYarkon und zwei Soloalben war Einstein bereits landesweit bekannt, als er 1966 mit Schmuʾel „Shmulik“ Kraus und Josie Katz das Trio Die hohen Fenster (hebräisch הַחַלּוֹנוֹת הַגְּבֹהִים HaChallōnōt haGvōhīm) gründete. Das gleichnamige Album der Gruppe wurde als Grundstein der israelischen Pop- und Rockmusik bezeichnet. Mit Kraus als Songschreiber, Sänger und Gitarrist sowie Katz und Einstein als Sängern verband das Trio den damals in Israel noch nicht sehr bekannten Folk-Rock mit teils selbst verfassten, teils bekannten hebräischen Texten. Manche der Lieder waren zu der Zeit sehr umstritten. So wurden Chayal schel Schokolad („Schokoladensoldat“) mit seinem antimilitärischen Text und Yechezkel mit seinem satirischen Bezug auf den Propheten Ezechiel nicht im Qol Israel gespielt.
Einstein wandte sich in den 1970ern der Aufgabe der Revitalisierung des alten Schirei-Eretz-Yisraʾel-Repertoires in modernem, von zu offensichtlicher Pathetik befreitem Klanggewand zu. In den 1970er Jahren drehte Einstein auch mehrere Filme, die sich mit dem Leben der israelischen Jugend beschäftigten. 
In den Jahrzehnten seiner musikalischen Laufbahn hat sich Einstein mit verschiedenen musikalischen Richtungen befasst: von israelischen Folksongs über das von den Beatles entlehnte Ob-La-Di, Ob-La-Da und Balladen bis hin zu klassischer Rockmusik, Erkundungen lateinamerikanischer Musik aus Kuba und Brasilien oder griechisch geprägter Musik im Stil von Yehuda Poliker. Mit einem Lied über Schalom Achschaw sprach er sich für den Friedensprozess aus.
Arik Einstein wurde am 27. November 2013 in einem der letzten verfügbaren Gräber auf dem Trumpeldor-Friedhof in Tel Aviv beerdigt. Der Beerdigung wohnten Tausende Menschen bei, die sich teilweise auch auf den umliegenden Hausdächern eingefunden hatten. Neben Schalom Hanoch hielten der Premierminister Benjamin Netanjahu, der Schauspieler Chaim Topol und der Rabbiner gewordene frühere künstlerische Weggefährte Uri Zohar Grabreden im Andenken an den sehr beliebten Sänger. Chemi Schalev schrieb in einem Nachruf in der Zeitung Haʾaretz: „Einstein war die Verkörperung des neuen, liberalen, säkulären Israel, von dem wir alle dachten, es einmal zu werden“.

## Diskografie
(unvollständig)
- 1966 – Schar bischvilech (Sing für dich)
- 1966 – HaChallonot haGvohim (Die hohen Fenster)
- 1968 – Yaschan wegam chadasch (Alt und auch neu)
- 1968 – Mazal Gdi (Sternzeichen Steinbock)
- 1969 – Fuzi
- 1970 – Plastelina (Plastilin)
- 1970 – Schavlul (Schnecke)
- 1971 – BaDesche etzel Avigdor (Im Gras bei Avigdor)
- 1972 – Jasmin
- 1974 – Sa leʾat (Fahr langsam)
- 1976 – HaʾAhava panim rabbot la (Die Liebe hat viele Gesichter)
- 1995 – Yesch li Ahava (Ich habe Liebe)
- 2004 – Schtei Gitarot, Bass, Tupim (Zwei Gitarren, Bass, Schlagzeug)
- 2006 – Regaʿim (Augenblicke)